# S-Schlag-Profil

Übertriebene Skizze eines Tragflächenprofils mit S-Schlag. Rot = Skelettlinie

S-Schlag-Profile (englisch reflexed airfoils, auch Reflexprofil genannt) sind Profile für Tragflächen, die besonders bei schwanzlosen Flugzeugen, Nurflügeln, Winglets und bei Rotorblättern von Hubschraubern verwendet werden.
Der Name beschreibt den Verlauf der Skelettlinie, die die Profilsehne im hinteren Bereich des Profils tangiert oder schneidet und dann bis zur Profilhinterkante wieder S-förmig nach oben weist. Diese Eigenart bedingt jedoch nicht zwingend, dass ein S-Schlag-Profil äußerlich zu erkennen sein muss, wie auf der nebenstehenden Zeichnung. So weist beispielsweise die NACA-230XX-Profilserie auf der Oberseite im hinteren Bereich eine fast gerade Linie auf, wogegen die Unterseite konvex ist. Eine konkave Kontur auf der Profiloberseite ist also nicht zwingend erforderlich, um ein Profil als S-Schlag-Profil zu identifizieren.

## Beschreibung

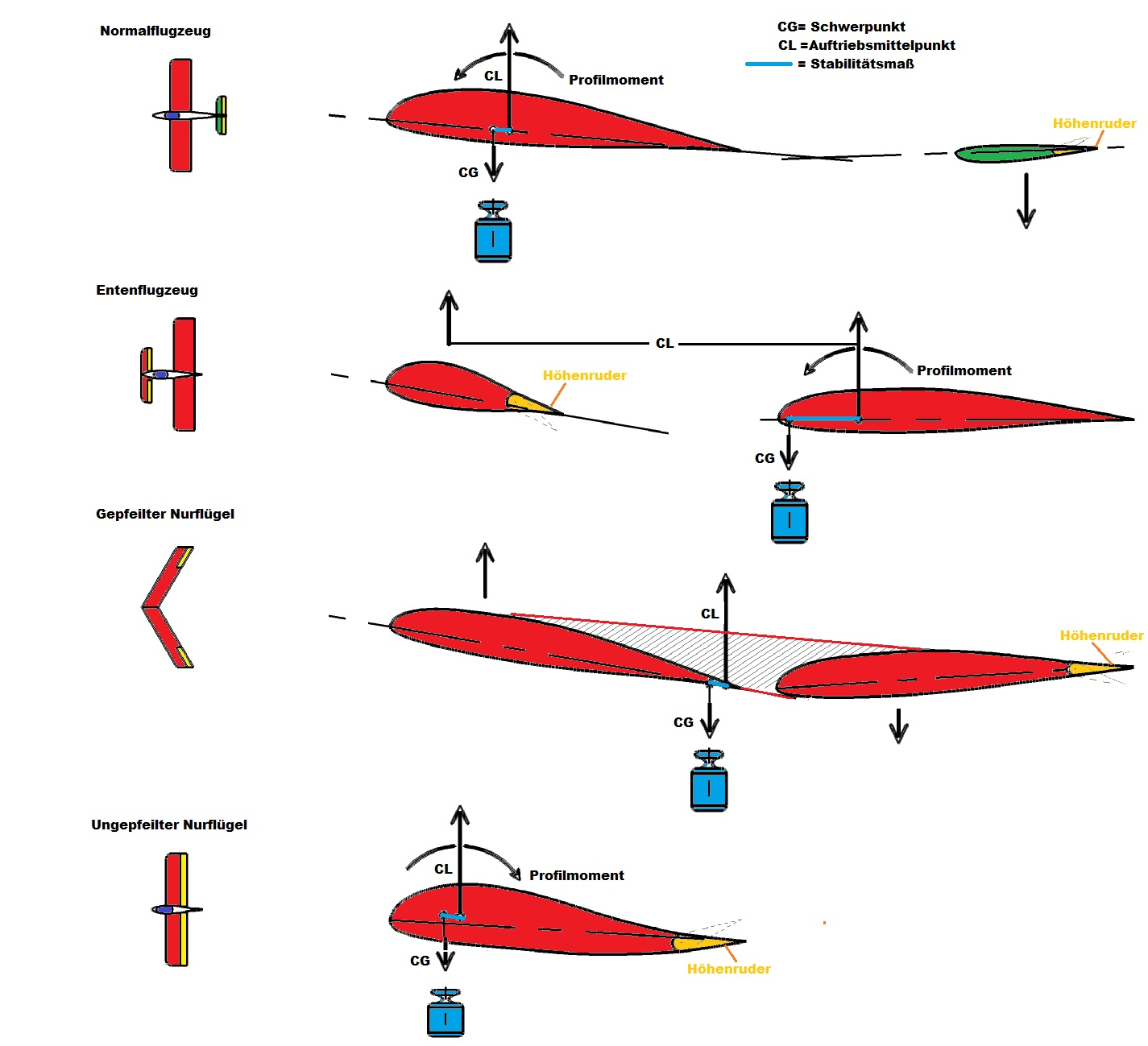
Momenthaushalt bei Flugzeugen

Normale Profile erzeugen durch ihre Wölbung ein Drehmoment um die Querachse (normalerweise bei 25 % der Profilsehne gemessen), das versucht, die Nase des Flügels nach unten zu drehen (negatives Profilmoment). Dies muss dann durch eine zusätzliche horizontale Fläche kompensiert werden (normalerweise ein Höhenleitwerk oder Entenflügel). Ein herkömmliches Höhenleitwerk erzeugt während des gesamten Fluges Abtrieb, um dem Profilmoment konventioneller Profile und dem vor dem Auftriebsmittelpunkt liegenden Schwerpunkt entgegenzuwirken.
Der S-Schlag führt dazu, dass solche Profile entweder ein deutlich verringertes negatives Profilmoment oder gar kein Profilmoment haben (wie symmetrische Flügelprofile) oder mit noch stärkerem S-Schlag sogar eigenstabil fliegen. Allerdings ist der maximale Auftrieb der sogenannten „druckpunktfesten“ Profile (beispielsweise Horten) höher als bei einem symmetrischen Profiltropfen gleicher Dicke und bei eigenstabilen Profilen in etwa gleich dem vergleichbarer symmetrischer Tropfen. Auch der Nullauftriebswinkel solcher eigenstabiler Profile entspricht mit 0° in etwa dem symmetrischer Profile.
Wird der S-Schlag noch weiter erhöht bzw. der Schnittpunkt von Skelettlinie und Sehne noch weiter nach vorne verlegt, wird der Nullauftriebswinkel sogar positiv, das heißt das Profil erzeugt überhaupt erst Auftrieb, wenn ein deutlich positiver Anstellwinkel erreicht ist. Solche Profile werden – auf den Rücken gedreht – als sogenannte superkritische Profile bei vielen Verkehrsflugzeugen eingesetzt.

## Eigenschaften
S-Schlag-Profile haben im Flug mit geringen Auftriebsbeiwerten einen geringeren Luftwiderstand als „normale“ Profile, vergleichbar mit einer für den Schnellflug nach oben gestellten Wölbklappe bei einem Normalflugzeug, allerdings ohne den durch den Klappenausschlag entstandenen Knick. Durch die nach oben gezogene Profilhinterkante haben S-Schlag-Profile allerdings eine geringere Auftriebsleistung und einen höheren Widerstand im Langsamflug.

## Einsatz
S-Schlag-Profile sind besonders bei der Konstruktion von Nurflüglern von Bedeutung, da sie eine Stabilität um die Querachse bieten, für die ansonsten ein Schwanz mit Höhenleitwerk vonnöten wäre. Bei Hubschraubern bieten sie den Vorteil einer erhöhten Auftriebsleistung gegenüber den häufig verwendeten symmetrischen Blattprofilen.

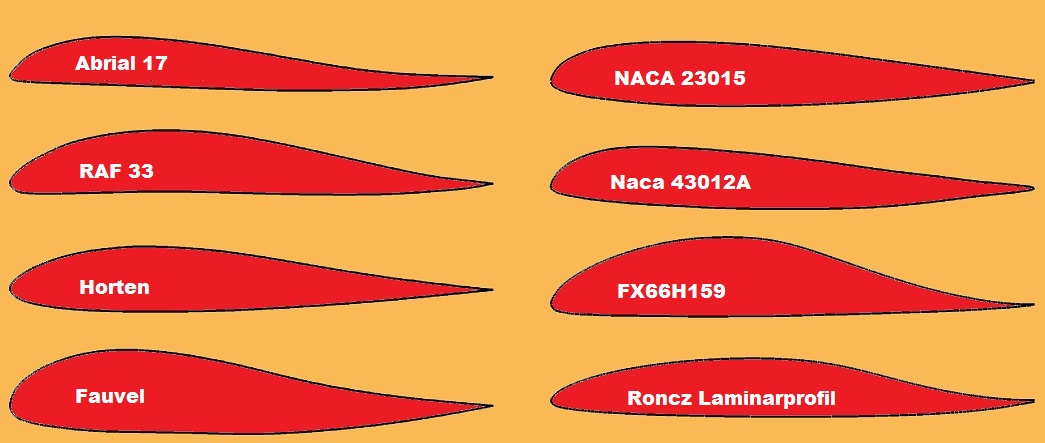
Verschiedene S-Schlag-Profile

Auch verschiedene Kampfflugzeuge des Zweiten Weltkrieges erhielten eine mit leichtem S-Schlag versehene Variante (Clark YH) des bekannten Clark-Y-Profils. Dies gehörten zum Beispiel die Hawker Hurricane und die Iljuschin Il-2. Bei Messerschmitt verwendete man bei den Baureihen Bf 109, Bf 110, Bf 161/162 sowie bei der Me 321/323 das amerikanische NACA 2R1 mit Dicken zwischen 11 und 18 %. Durch einen geringfügigen Ausschlag der Wölbklappen konnten die Hochauftriebseigenschaften des Ursprungsprofils wieder hergestellt werden, allerdings mit dem nun im Langsamflug vorhandenen Knick. Leistungsverluste im Langsamflug waren aber für Kampfflugzeuge irrelevant.
Die Jagdflugzeuge Focke-Wulf Fw 190, Vought F4U Corsair, Grumman F6F Hellcat verwendeten Profilstraks aus Profilen der NACA-230XX-Serie, meist NACA 23015 an der Wurzel und NACA 23009 am Randbogen.
Auch die Firmen Beechcraft, Robin und Fournier verwendeten überwiegend Profile der (sogenannten fünfstelligen) NACA-Serien 230XX oder 430XX, da die bestmöglichen Leistung im Reiseflug das Hauptaugenmerk der Konstruktionen waren.
Bei einem Gleitschirm erlaubt ein S-Schlag-Profil durch Veränderung des Anstellwinkels eine Geschwindigkeitserhöhung bei gleichzeitiger Frontklappstabilität. Derartige Gleitschirme werden in erster Linie als Motorschirme eingesetzt.

## Geschichte
Als Erster untersuchte Friedrich Ahlborn die Flugeigenschaften des Zanonia-Samens (Alsomitra macrocarpa) und erkannte als eine Ursache für seine Flugstabilität den S-Schlag im Profil. Allerdings weist der Flugsamen und die von Ignaz Etrich 1906 entwickelte technische Umsetzung kein durchgängiges S-Schlag-Profil auf, sondern ist zusätzlich in sich aerodynamisch verwunden.
Die ersten derartigen Profile wurden von Georges Abrial im Windkanal von Gustave Eiffel getestet und die Umsetzung eines Schwanzlosen Fluggerätes mit einem eigenstabilen Flügel ohne Leitwerk und ohne Pfeilflügel (Brettnurflügel) erfolgte durch René Arnoux (Arnoux Stabloplan bzw. Stablavion) und Abrial (z. B. Abrial A12 „Bagoas“) selbst. Bekanntestes eigenstabiles Flügelprofil dürfte das Fauvel F2 mit 17 % Dicke der AV.36 von Charles Fauvel sein, das ebenfalls auf einem Profil von Georges Abrial basiert.

## Stabile Profile selbst gemacht

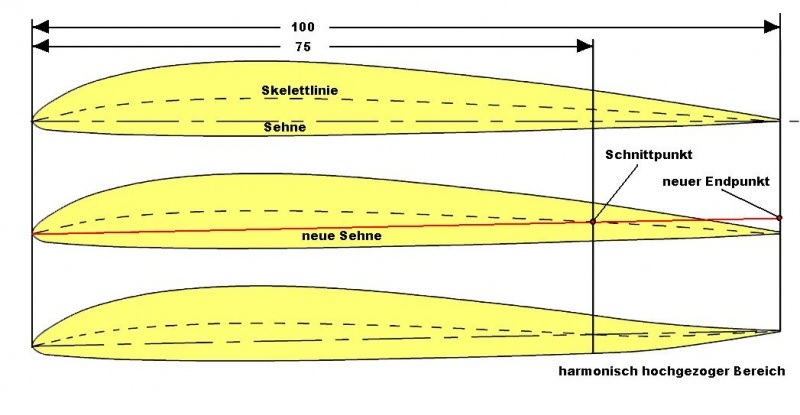
Stabiles Profil selbstgemacht. Ausgangsprofil Ritz 3-30-10

In früheren Tagen gab es eine Faustregel, die besagte, dass ein Profil dann sicher eigenstabil fliegen kann, wenn der Schnittpunkt von Skelettlinie und Profilsehne zwischen 75 % und 80 % der Profiltiefe angesiedelt ist. Die Methode wurde von Chuck Clemens und Dave Jones angewandt um die CJ-Profilserie aus vorhandenen NACA-Profilen abzuleiten. Es wurde bei einem beliebigen Normalprofil zunächst (ausgehend von X0 Y0) eine neue Sehne eingezeichnet, welche die bisherige Skelettlinie bei 75 % schnitt. Dann wurde mittels Kurvenlineal der hintere Teil des Profils so verändert, dass er harmonisch zu dem Ende der neuen Sehne bei X 100 hinauflief. Eine Mischform (Strak) aus dem so neu entstandenen und dem ursprünglichen Profil stellte dann auch die momentfreie (druckpunktfeste) Variante der „neuen“ Profilfamilie dar. Am besten geeignet für diese etwas rustikale Methode waren bikonvexe Ausgangsprofile (umgangssprachlich auch als halbsymmetrische Profil bezeichnet) von geringer Wölbung (etwa 2–4 %) und 10–12 % Dicke. Insbesondere die Ritz-Profilserie und speziell das Ritz 2-30-12 eigneten sich hervorragend für derartige Modifikationen. Die nebenstehende Abbildung zeigt somit auch das Ritz 3-30-10, das in der Abwandlung als AR 2610-S80 in Modellbauerkreisen der 1980er Jahre recht beliebt war.